# Dejnev (cratera)
A cratera Dejnev é uma cratera no quadrângulo de Memnonia em Marte, localizada a 25.5° latitude sul e 164.8° longitude oeste.  Ela possui 156 quilômetros de diâmetro e recebeu o nome de Semen Ivanovich Dejnev, um geógrafo, explorador e navegador russo (1605-1673).